# مارلين مارشال (مغنية)
مارلين مارشال (بالإنجليزية: Marilyn Marshall)‏ هي ملحنة ومغنية مؤلفة ومغنية أمريكية، ولدت في 15 أكتوبر 1941، وتوفيت في 11 نوفمبر 2015.

## وصلات خارجية
- مارلين مارشال على موقع ميوزك برينز (الإنجليزية)